# Hải sâm lựu
Hải sâm lựu (danh pháp: Thelenota ananas) là một trong số ít loài hải sâm có giá trị kinh tế cao do có kích thước khá lớn, thích hợp cho nuôi trồng, đánh bắt và chế biến thực phẩm.

## Đặc điểm sinh học

### Mô tả
Hải sâm lựu có kích thước khá lớn, có thể dài tới 75 cm, thân hình vuông kéo dài, lưng có nhiều gai thịt lớn, có màu cam hơi đỏ hoặc xám, thậm chí màu tím.
Miệng có khoảng 20 xúc tua xòe hình tán.

## Phân bố
- Việt Nam: Khánh Hòa (Hòn Khói, Hòn Tre, Trường Sa).
- Thế giới: Đông Ấn Độ, Tây và Nam Thái Bình Dương.

## Hình ảnh

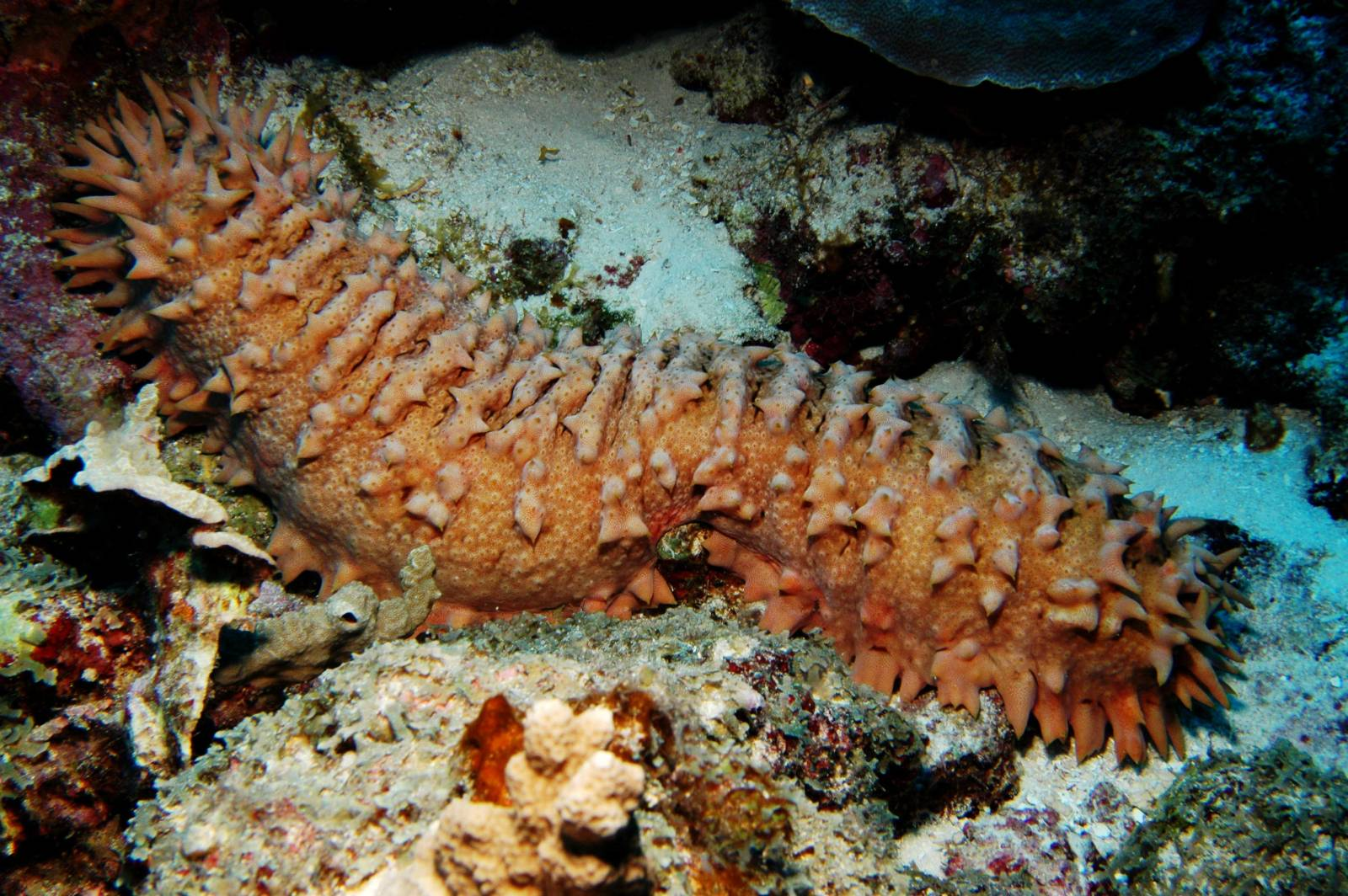
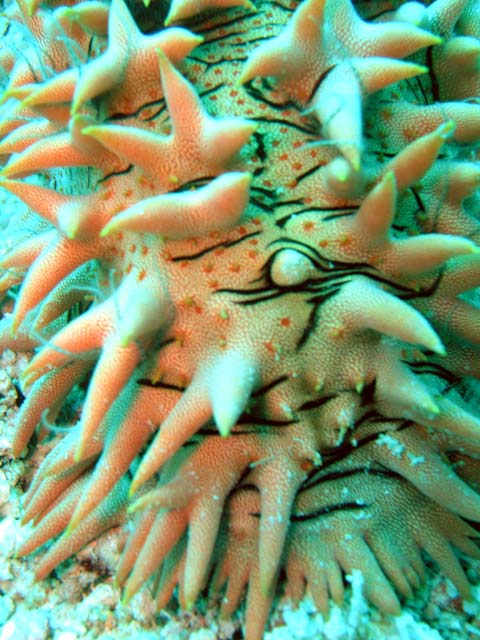